# Ciucurova
Ciucurova là một xã thuộc hạt Tulcea, România. Dân số thời điểm năm 2002 là 2362 người.